# Hadsund
Hadsund anhörenⓘ (ha̝ð̠ˠ̞ˈsɔ̟̝nˀ) ist eine dänische Ortschaft im Südosten der Mariagerfjord Kommune in der Region Nordjylland mit 4918 Einwohnern. Die Stadt entstand entlang der alten Landstraße zwischen Aalborg und Hobro und ist ein Hauptverkehrsknotenpunkt zwischen Kronjylland und Himmerland.
Aus der ehemaligen Eisenbahnersiedlung entwickelte sich ein modernes Handels- und Industriezentrum. Hadsund ist heute die zweitgrößte Stadt in der Mariagerfjord Kommune, in der als einer der Hauptorte in der Kommune neben Hobro Wohnungsbau gefördert wird und die Bevölkerung am stärksten wächst.

## Geographie

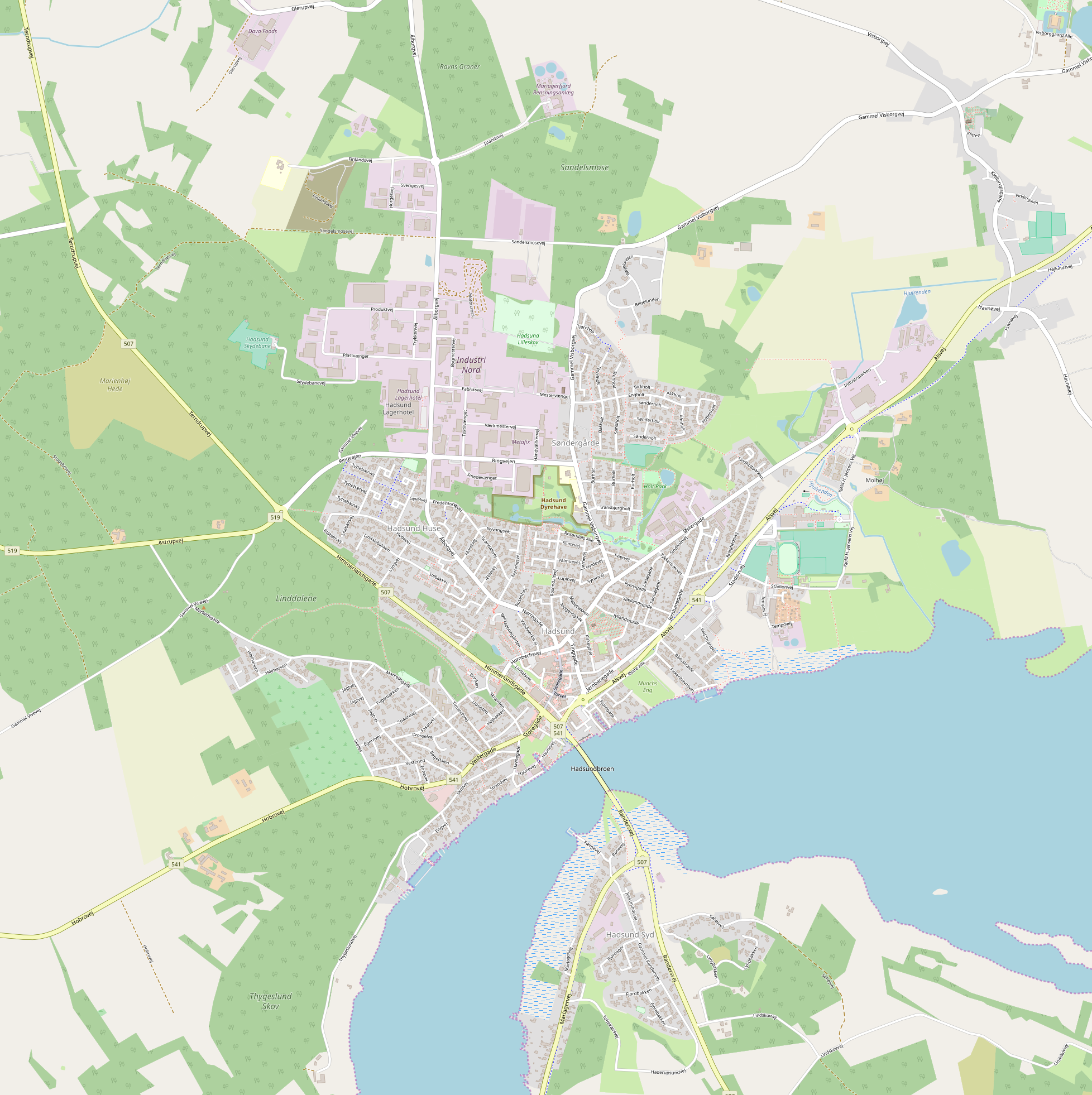
Karte

### Geographische Lage und Nachbarstädte
Die Ortschaft liegt zu beiden Seiten des Mariagerfjordes an der Ostküste der Halbinsel Jütland, wobei der Hafen (Hadsund Havn) und der Siedlungsschwerpunkt am Nordufer zu finden sind. Der nördliche und der südliche Teil des Ortes werden durch die 252 m lange Klappbrücke Hadsundbroen verbunden.
| Støvring (29 km)            | Aalborg (44 km)                | Øster Hurup (18 km) |
| Arden (19 km) Hobro (24 km) |                                | Als (13 km)         |
| Viborg (63 km)              | Randers (32 km) Aarhus (70 km) |                     |

### Stadtteile

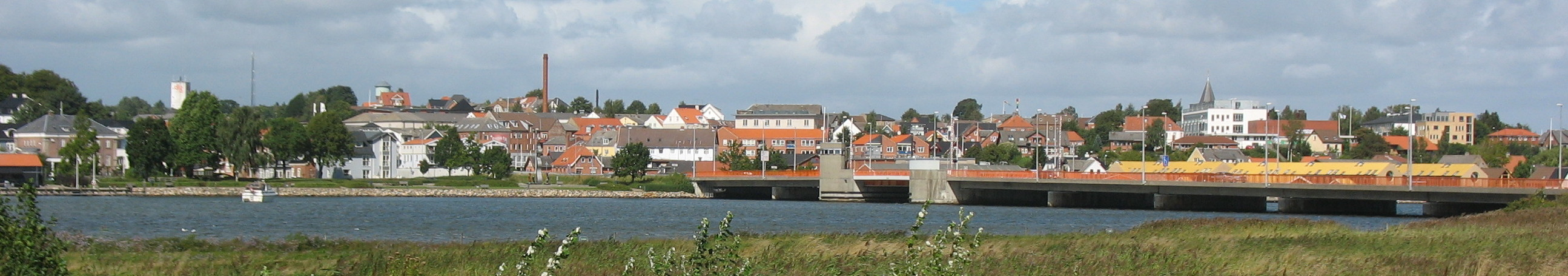
Blick von Hadsund Syd auf die Hadsundbroen, das Zentrum von Hadsund und den Hafen, Hadsund Havn

Hadsund Centrum

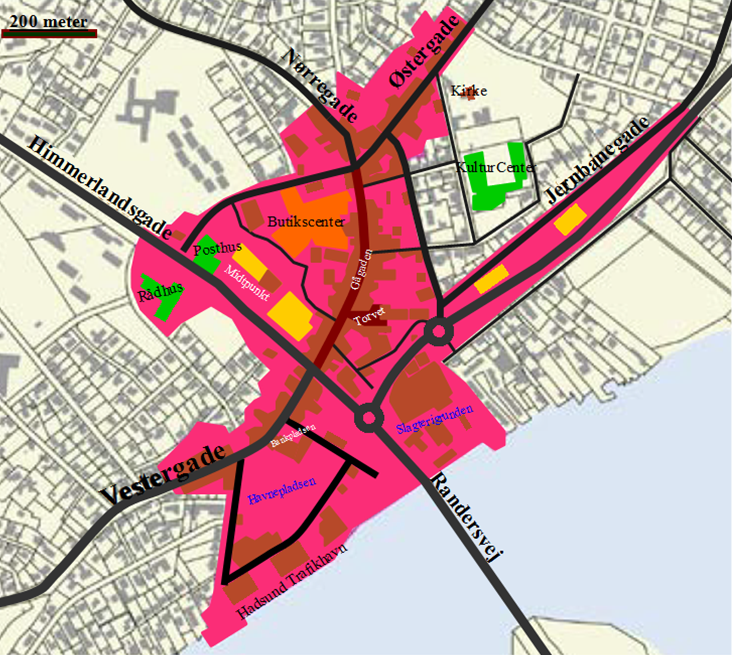
Karte von Hadsund Centrum

Hadsund Centrum gruppiert sich um die Kirche von Hadsund, dem Mittelpunkt der ganzen Stadt, und der Storegade, der Hauptgeschäftsstraße, die sich im Westen des Stadtzentrums befindet. Im Zentrum, zugleich der älteste Teil der Stadt, sind neben der Fußgängerzone Storegade zwei weitere größere Straßen von Bedeutung: der Alsvej und die Himmerlandsgade. Zu den Geschäftsstraßen in der Stadtmitte zählen neben der Fußgängerzone auch die Vestergade (Weststraße), die Østergade (Oststraße), die Nørregade (Nordstraße), die Mejerigade (Meiereistraße), die Jernbanegade (Eisenbahnstraße) und die Brogade (Brückenstraße). Die Stadt hat vier Plätze unterschiedlichster Prägung: Der Marktplatz Torvet, ein Handelsplatz aus der Zeit der Stadtgründung, ist Teil der Fußgängerzone. Das Geschäftszentrum Butikcenteret, eine überdachte Arkade auf zwei Etagen, liegt in den Gebäuden der alten Marmeladenfabrik Johan & Axel Hornbech von 1898. Als dritter Platz sei der Midtpunkt aus den 1970er Jahren genannt: ein offener Platz mit einer zentralen Park- und Geschäftszone. Der vierte Platz, Bankpladsen, gehört zu den alten gepflasterten Plätzen und ist nach der Hadsund Bank benannt.
Die Storegade ist eine der ältesten Straßen Hadsunds und stammt von 1800. Bis in die 1970er Jahre war die Straße Hauptverbindungsweg zwischen Hobro und Aalborg, bis sie von der Himmerlandsgade abgelöst wurde. Die Bepflasterung der Storegade erfolgte jedoch erst in den 1950er Jahren, später wurde sie asphaltiert. Nach Einweihung der Storegade als Fußgängerzone im Jahr 1990 wurden Asphalt und Bürgersteig aufgerissen und mit neuer Pflasterbettung eine moderne Flaniermeile geschaffen. Am nördlichen Ende der Fußgängerzone liegt das Einkaufszentrum Hadsund Butikcenteret, welches sich auf zwei Etagen, verbunden durch eine Rolltreppe, verteilt und 17 Geschäfte sowie zwei Supermärkte umfasst.
Søndergårde
Søndergårde liegt im Norden von Hadsund und war bis etwa 1970 ein selbständiges Stadtgebiet, bis es nach dem Bau eines Industrie- und Wohngebietes mit Hadsund zusammenwuchs. Der Stadtteil besteht aus 446 Parzellen mit 96 Reihenhäusern, elf Holzhäusern und 304 Einfamilienhäusern.
Hadsund Huse
Hadsund Huse liegt im nordwestlichen Teil der Stadt an der Sekundærrute 507 und besteht aus 275 Parzellen mit 74 Reihenhäusern, acht dreistöckigen Wohnblöcken und 93 Einfamilienhäusern. Die Siedlung entstand um 1855 aus vier Häusern, die westlich der damaligen Landstraße nach Aalborg lagen. Die Endung -huse weist auf einen kleinen Bauernhof hin.
Hadsund Syd
Das um 1880 gegründete Hadsund Syd (Hadsund Süd), ursprünglich Sønder Hadsund, liegt unmittelbar südlich der Hadsundbroen und hat rund 500 Einwohner. Im Ort befindet sich der Bahnhof Hadsund Syd Station und der Krug Færgekroen von 1823. Die Keimzelle des Stadtgebietes liegt an der Fährstelle am Mariager Fjord. Aufgrund der über 200 Meter großen Entfernung zu Hadsund Centrum – die Hadsundbroen ist 252 m lang – betrachtet Danmarks Statistik Hadsund Syd als ein selbständiges Stadtgebiet.

### Klima
Wie in anderen Landesteilen Dänemarks auch ist der Frühling verhältnismäßig trocken und sonnig, typisch sind Temperaturen zwischen 5 °C bis 10 °C, möglich ist aber sowohl Nachtfrost als auch Temperaturen, die nicht selten bis zu 15 °C erreichen. Im Sommer liegen die Höchsttemperaturen im Durchschnitt bei 20 °C, die Tiefstwerte bei 12 °C, gelegentlich klettert das Thermometer auf 25 °C, selten überschreitet es aber die 30 °C-Marke. Im regnerischen Herbst kühlt es sich auf 6 °C bis 12 °C ab, wobei im September bisweilen ein sonniger Spätsommer und im November Schneefall zu erwarten ist. Die Durchschnittstemperaturen im Winter liegen zwischen 2 °C über und 3 °C unter dem Gefrierpunkt, selten wird es kälter als −10 °C. Der Niederschlag wechselt zwischen Regen, Schneeregen und Schnee.

## Namensgebung, Geschichte
Der Ursprung des Namens Hadsund ist nicht mit Sicherheit zu bestimmen. Wahrscheinlich ist, dass das Dorf Haderup am Südende des Fjords, rund einen halben Kilometer von Hadsund Syd entfernt, Namensgeber für den schmalen Sund bei der Stadt war, und dass Haderup Sund zu Hadsund verkürzt wurde. Die ersten Höfe in der Gegend wurden als Sundhusene um 1700 erstmals erwähnt. Diese Bezeichnung verliert sich in den 1850er Jahren, und die Höfe wurden ebenso wie die Siedlung im Süden fortan als Hadsund Husene umschrieben.
Der Ortsname Hadsund war ursprünglich die Bezeichnung des schmalen Sundes und wurde später für die Siedlungen gebräuchlich, die am Nord- und Südufer entstanden. Erstmals urkundlich erwähnt wurde Hadsund am 3. September 1467 in einer Schrift des Things im Hindsted Herred, damals noch buchstabiert als Haddeswnth, später Hadswnd (1478), Hadsvnd (1487), Hatzsund (1581) und Hatsund (1700).
Hadsund erhielt Marktrechte im Jahr 1854, erreichte aber nie den Status einer dänischen købstad (Minderstadt).
Literarisch hat der aus Hadsund gebürtige Schriftsteller Hans Kirk der Stadt ein Denkmal gesetzt, u. a. in seiner Novellensammlung Skyggespil (1953, dt. „Schattenspiel“, 1979).

## Politik

### Verwaltung
Vor der Kommunalreform am 1. Januar 2007 war Hadsund Verwaltungssitz der gleichnamigen Hadsund Kommune im Nordjyllands Amt. Der letzte Bürgermeister war Karl Christensen, ein Mitglied der Sozialdemokraten (Socialdemokraterne).

### Wappen
Das Wappen von Hadsund zeichnete Lind Madsen und wurde der Stadt 1937 offiziell verliehen. In der Mitte ist die alte Eisenbahnbrücke abgebildet, deren zwei Stahlbögen die ehemaligen beiden Kommunen symbolisch darstellen. Die vier Wellen stehen als Symbol für die vier Dörfer, die in der damaligen Hadsund Kommune lagen, nämlich Skelund, Visborg, Vive und Hadsund. Der Halbmond symbolisiert die neue Kommune und die zwei Sterne, welche für Langlebigkeit stehen, die alte Brücke von 1904 und die neue Hadsundbroen von 1976.

## Kultur und Sehenswürdigkeiten

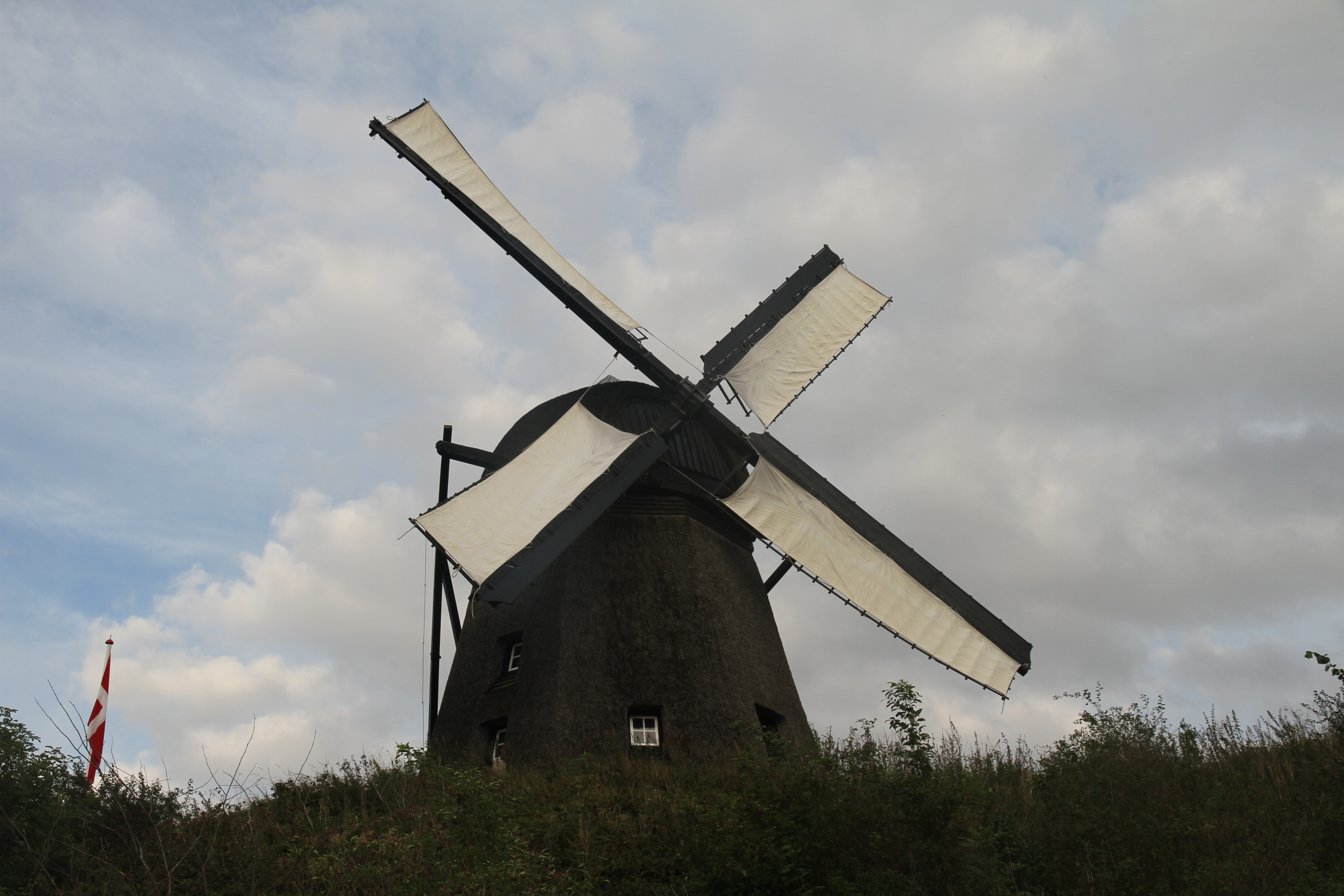
Havnø Mølle von 1842

### Sehenswürdigkeiten
Zur Kulturlandschaft gehören die beiden Museen Hadsund Egnssamling und Nordjütlands Møllehistorisk Samling (Mühlenhistorische Sammlung). Weitere bedeutende Sehenswürdigkeiten sind die Kirche von Hadsund von 1898, die romanische Kirche von Vive, der Tierpark Hadsund Dyrehave, das Hadsund KulturCenter mit Kino, Konzertsaal, Café und Bibliothek sowie das Hadsund Butikscenter. Der Dolmen von Ballegård (auch als Ganggrab bezeichnet) liegt nördlich der Straße von Assens nach Hadsund hinter den Gebäuden eines Hofes, nahe dem Mariagerfjord.
Ein paar Kilometer weiter östlich liegt die Havnø Mølle, Nordjütlands älteste Windmühle von 1842. Die Windmühle ist denkmalgeschützt und wurde in den 1990er Jahren vollständig restauriert. Zehn Kilometer im Nordosten der Stadt liegt der Badeort Øster Hurup, der mit Stränden, Ferienhaussiedlungen und Campingplätzen aufwartet. In Hadsund gibt es zudem eine Jugendherberge, eine Motorcrossbahn und ein kleiner Campingplatz.

### Grünflächen und Naherholung
Hadsund ist umgeben von mehreren Wäldern: Am Stadtrand liegt die Marienhøj Plantage, in dessen Mitte sich die Marienhøj Hede befindet. Weiter südlich erstreckt sich bis zur Ortsmitte der naturgeschützte Wald Linddalene, der ursprünglich zum Gut des Herrenhauses Dalsgaard gehörte und heute von der Mariagerfjord Kommune verwaltet wird. Der Hadsund Dyrehave (Hadsund Tierpark) im Stadtzentrum umfasst einen Bestand von 21 Damhirschen, acht Sikahirschen und zehn Ziegen.

### Sport

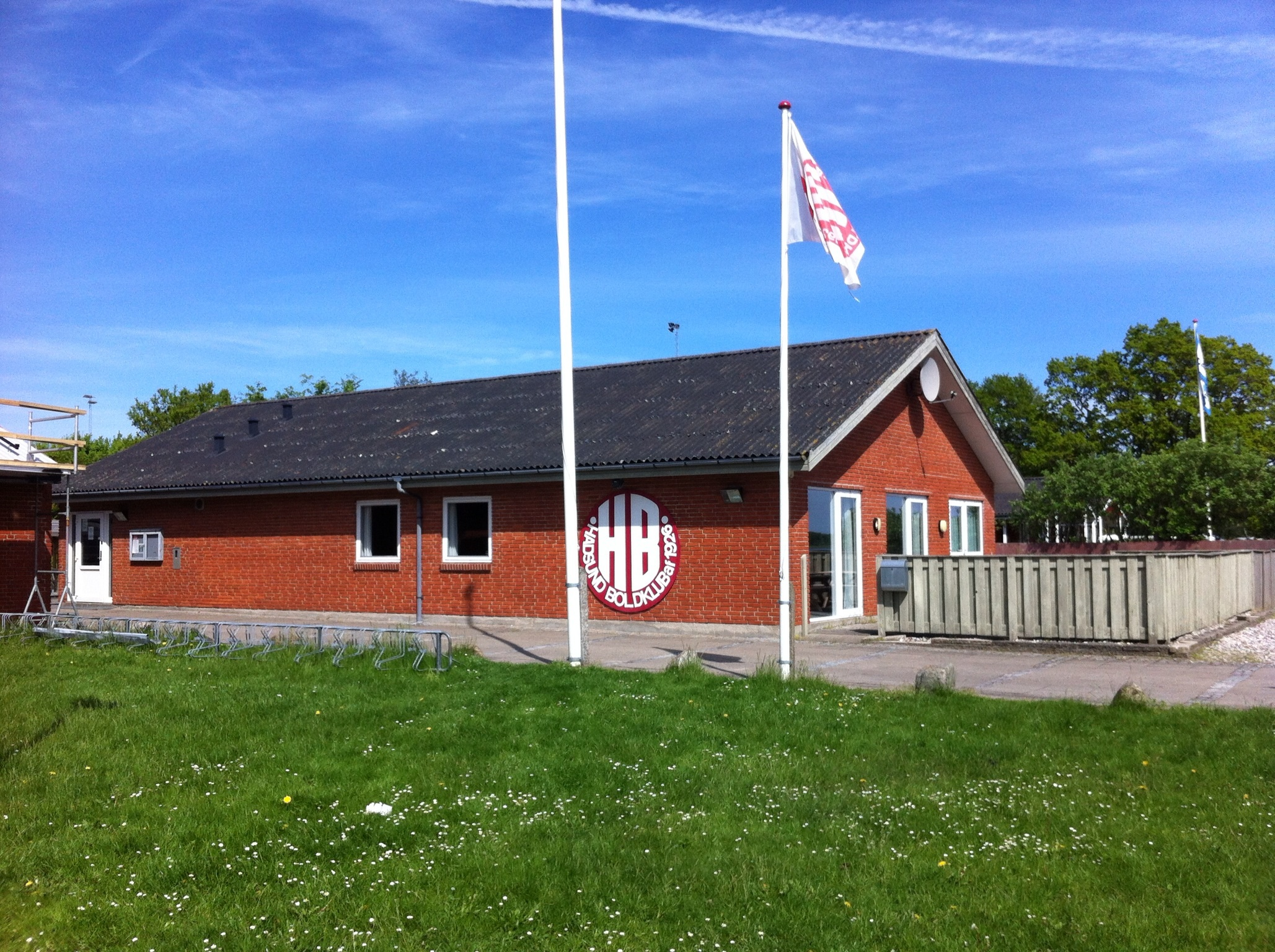
Klubhaus des Hadsund Boldklub (2013)

#### Überblick
Zu den bedeutendsten Sportvereinen zählt der Hadsund Boldklub, in dem Fußball, Handball und Pétanque angeboten wird. Eine bekannte Hadsunder Persönlichkeit in der Welt des dänischen Sports ist der Fußballspieler Ebbe Sand, der im Hadsund Boldklub von 1977 bis 1992 spielte. Aus Hadsund nahmen außerdem Ruderer an den Ruder-Weltmeisterschaften teil.
Das Sportzentrum von Hadsund besteht aus zwei großen und zwei kleinen multifunktionellen Sporthallen sowie einem Fußballstadion mit einer Kapazität von bis zu 2.000 Zuschauern, davon 150 Sitzplätze. Südlich des Stadions befindet sich eine Anlage mit vier öffentlichen Fußballfeldern.

#### Sportvereine
Es gibt folgende Sportvereine in Hadsund:
- Dragon BMX Hadsund[6]
- Hadsund Amatør Bokseklub[7]
- Hadsund Bridgeklub[8]
- Hadsund Badmintonklub[9]
- Hadsund Golfklub[10]
- Hadsund Gymnastikforening[11]
- Hadsund Jagtklub[12]
- Hadsund Linedance Club[13]
- Hadsund Motorklub[14]
- Hadsund Rideklub[15]
- Hadsund Roklub[16]
- Hadsund Sejlklub[17]
- Hadsund Sportsfiskerforening[18]
- Hadsund Skydeklub[19]
- Sportsdykkerklubben Cimbrerne[20]
- Hadsund Svømmeklub[21]
- Hadsund Tennisklub[22]

#### Laufveranstaltungen
Der Beauté Pacifique Kvindeløb ist ein 5,1 Kilometer lange Laufveranstaltung, die seit 2010 stattfindet und mit Start ab Hadsund Hasvn durch den Süden der Stadt führt. An der größten Laufveranstaltung der Region, die unter der Regie von Beauté Pacifique, Ristorante Davinci und dem Orientierungslaufklub Mariagerfjord OK stattfindet, nahmen 2013 insgesamt 1.158 Läuferinnen teil.
Hadsundløbet ist eine seit 1991 stattfindende Laufveranstaltung, die jedes Jahr am ersten Donnerstag im September vom Marktplatz (Torvet) aus startet und über eine Distanz von 2,8 km, 5,8 km und 9,8 km durch Hadsund führt. Mit 879 Läufern erreichte die Teilnehmerzahl 2012 einen neuen Rekord.

## Wirtschaft und Infrastruktur

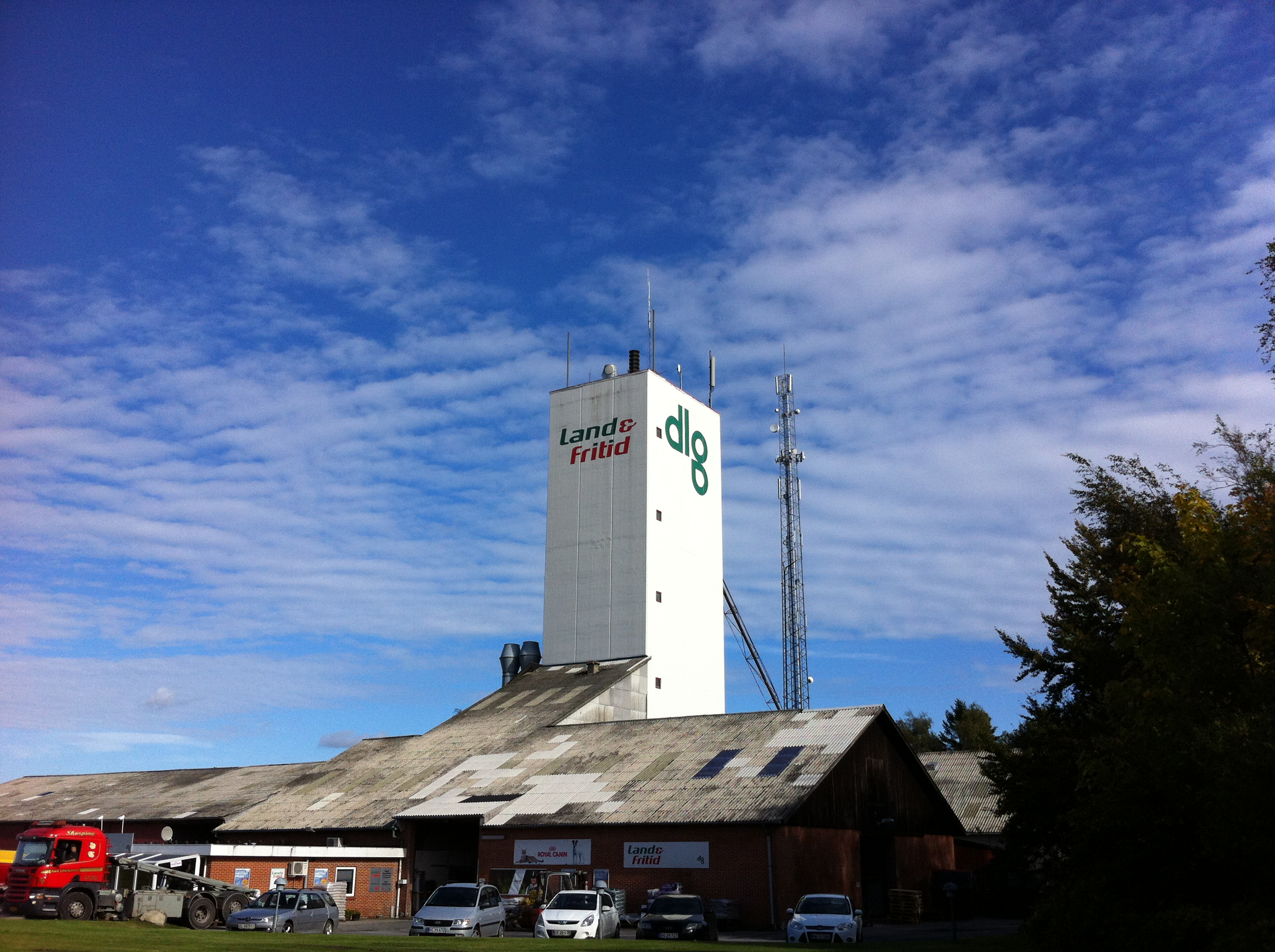
Der Turm der DLG Himmerland im Gebiet Industri Nord ist das höchste Gebäude in der Stadt

### Industriegebiete
Auf einem Moränenplateau im Norden von Hadsund liegt das größte Industriegebiet, Industri Nord, in dem mehrere mittelständische Technologieunternehmen ihren Sitz haben. Das größte Unternehmen, Nilfisk-ALTO, stellt Reinigungszubehör her. Südöstlich davon betreibt die Firma Beauté Pacifique seit 2010 eine Hautklinik. Im Norden des Industriegebietes hat der Lebensmittelgroßhändler und dänische Marktführer im Eierverpacken, Hedegaard Foods A/S, seinen Sitz.
Im Osten liegt das Industriegebiet Industri Øst, in dem mehrere Unternehmen wie XL-Byg, JYSK und Jem & fix ansässig sind. Zu den ehemals in Hadsund ansässigen Unternehmen zählen die 1973 gegründete Firma Trip Trap, die dort bis zum Umzug 2012 nach Aalborg Gartenmöbel anfertigte, und der Elektroautoproduzent Whisper Electronic Car A/S (später Hope Motor A/S), bei dem die ersten Tests in Dänemark mit Elektroautos durchgeführt wurden. Ende der 1980er Jahre zog das Unternehmen nach Norwegen.

### Größte öffentliche Arbeitgeber
Die größten öffentlichen Arbeitgeber mit mindestens 50 Vollzeitstellen in Hadsund sind:
| Nr. | Arbeitgeber           | Zahl der Vollzeitstellen |
| --- | --------------------- | ------------------------ |
| 1.  | Rathaus Hadsund       | 124                      |
| 2.  | Hadsund Folkeskole    | 090                      |
| 3.  | Bostedet Hadsund      | 090                      |
| 4.  | Hjemmeplejen, Hadsund | 077                      |
| 5.  | Bernadottegården      | 055                      |

### Größte Privatunternehmen
Die größten Privatunternehmen mit mindestens 40 Vollzeitstellen in Hadsund sind:
| Nr. | Unternehmen             | Zahl der Vollzeitstellen in Hadsund | Anmerkung                                                                   |
| --- | ----------------------- | ----------------------------------- | --------------------------------------------------------------------------- |
| 1.  | Nilfisk-ALTO            | 150                                 | Verkauf von Hochdruckreinigern und Zubehör, Reinigungsunternehmen           |
| 2.  | DAVA Foods              | 195                                 | Lebensmittelgroßhändler                                                     |
| 3.  | Hans Jensen Lubricators | 0100                                | Produzent von Zylindern                                                     |
| 4.  | SSI Schäfer             | 074                                 | Leichtmetallbau                                                             |
| 5.  | Himmerlandskød          | 066                                 | Schlachtbetrieb                                                             |
| 6.  | Beauté Pacifique        | 050                                 | Hersteller von Hautpflegeprodukten                                          |
| 7.  | Bjarne Brath            | 049                                 | Bauunternehmen                                                              |
| 9.  | Metafix                 | 047                                 | Metallbaubetrieb                                                            |
| 10. | Aagaard                 | 040                                 | Maschinenbaubetrieb, Hersteller von Klimaanlagen, Ventilatoren, Kühlanlagen |
| 10. | GM Pack                 | 040                                 | Schwesterunternehmen von Beauté Pacifique                                   |
| 10. | Rikki Tikki Company     | 040                                 | Hersteller von Figuren und Dekorationsgegenständen wie z. B. Nissen         |

### Hafen
Zu den Hafenanlagen der Stadt zählen der 1860 angelegte Verkehrshafen und der 1937 gebaute Fischereihafen, die beide im Besitz der Kommune sind, sowie ein Yachthafen mit 200 Liegeplätzen. Der Verkehrshafen war von 1928 bis 1969 über die Hafenbahn Hadsund an das Eisenbahnnetz angeschlossen.

### Fernwärme
Die Erzeugung von Fernwärme über Hadsund Fjernvarme erfolgt über das Holzhackschnitzelheizwerk Flisanlægget, das 2005 in Betrieb genommen wurde, sowie die Ersatzkraftwerke Hornbech Centralen, das rund 1.300 Anschlüsse speist, Transbjerholt Centralen (320 Anschlüsse) und Hedepark Centralen (180 Anschlüsse). 2014 wurden erstmals auch 120 Haushalte in Hadsund Syd mit Fernwärme versorgt.

### Verkehr

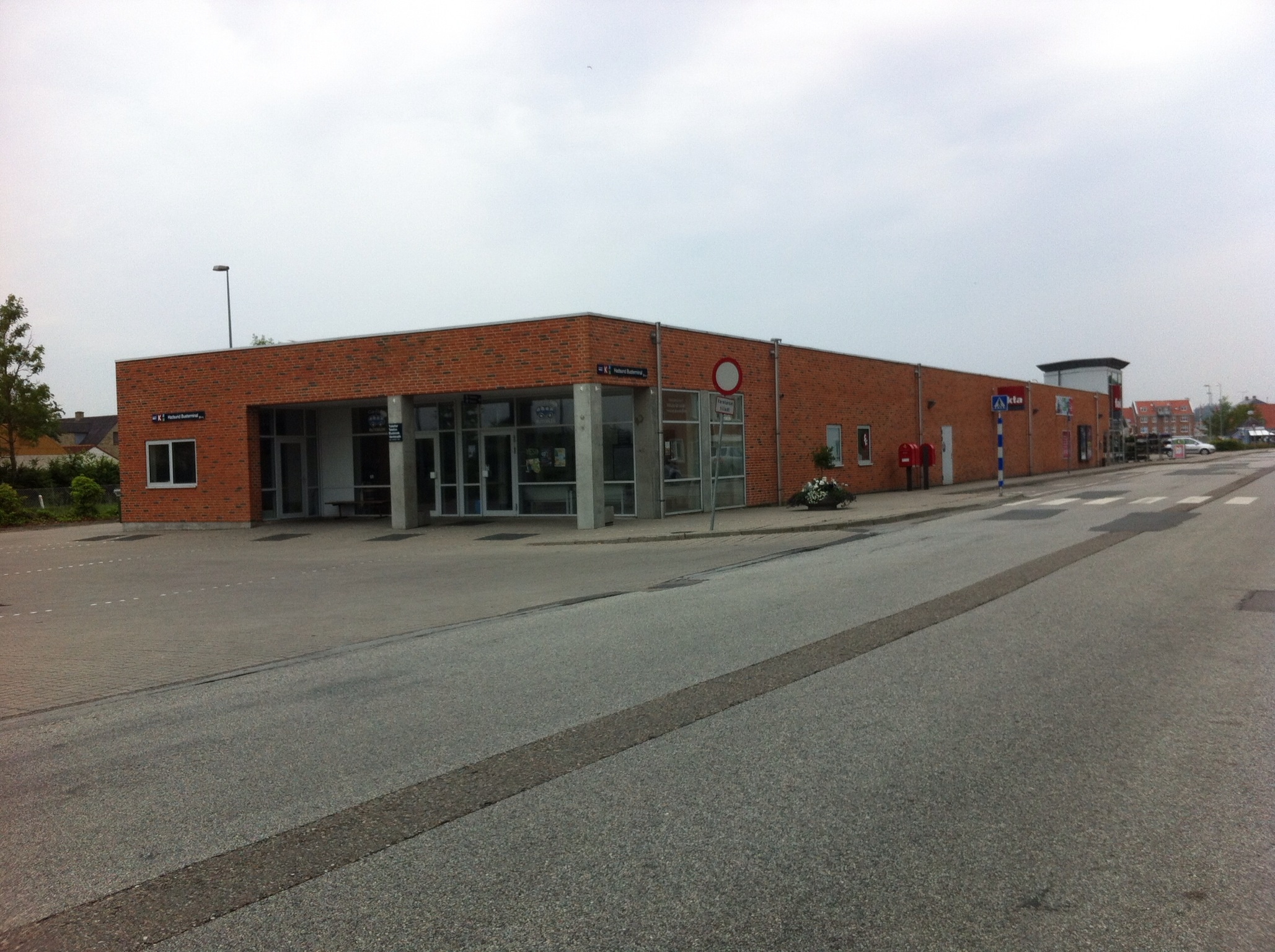
Hadsunder ZOB in der Jernbanegade (2013)

Den öffentlichen Personennahverkehr bedient die Nordjyllands Trafikselskab, befahren von den Buslinien 54, 55, 58, 115, 234, 235, 237 und 54N. Die Linie 888, die zwischen Aalborg und Kopenhagen verkehrt, hält einmal täglich am ZOB. Der Busterminal, gelegen an der ehemaligen, 1986 abgerissenen Hadsund Nord Station, wurde 2006 gebaut und noch im selben Jahr in Betrieb genommen. Zum Terminal gehören ein Wartesaal mit WC-Anlage.
1883 wurde die Bahnstrecke Randers–Hadsund nach Randers mit dem Endbahnhof Hadsund Nord, 1900 die Bahnstrecke Aalborg–Hadsund nach Aalborg mit dem Endbahnhof Hadsund Süd eröffnet. Mit der Hadsundbroen wurden 1904 die beiden Bahnstrecken verbunden. Der nächstgelegene Bahnhof liegt heute im 19 km entfernten Arden nordwestlich von Hadsund. Arden Station wird von Intercity- und Regionalzügen angefahren. An der 25 km entfernten Hobro Station und an der Randers Station, 32 km südlich von Hadsund gelegen, halten InterCity-, Schnell- und Regionalzüge.

## Persönlichkeiten

### Söhne und Töchter der Stadt

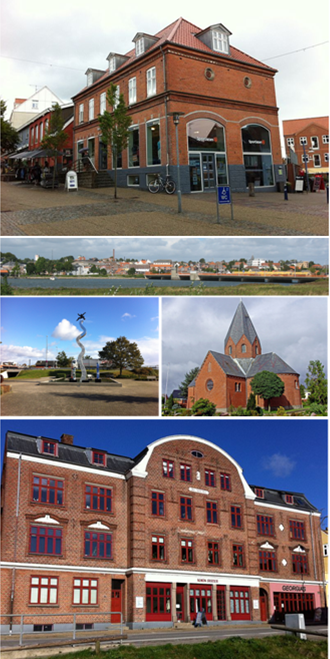
Impressionen aus Hadsund

- Hans Kirk (1898–1962), Autor und Journalist der kommunistischen Presse
- Kjeld Olesen (1932–2024), Politiker, Verteidigungs- und Arbeitsminister
- Holger Graversen (* 1936), Politiker und Mitglied im Folketing
- Børge Dahl (* 1944), Richter am Obersten Gerichtshof
- Søren-Peter Olesen (* 1955), Professor an der Kopenhagener Universität, Ingenieur und Arzt
- Per Husted (* 1966), Politiker und Mitglied im Folketing
- Dorte Dalum Jensen (* 1978), Fußballnationalspielerin
- Majken Thorup (* 1979), Rekordschwimmerin und EM-Bronzemedaillengewinnerin
- Sine Christiansen (* 1985), Ruderin
- Peter Rosenmeier (* 1989), Tischtennisspieler, EM-, WM- und Paralympics-Medaillengewinner
- Mads Bomholt (* 2005), Fußballspieler

### Persönlichkeiten, die in Hadsund gewirkt haben
- Knud Axel Nielsen (1904–1994), Politiker und Justizminister
- Ebbe Sand (* 1972), Fußballnationalspieler und Fußballer des Jahres
- Peter Sand (* 1972), Fußballer in der Superliga
- Thor Kristensen (* 1980), Ruderer des „Goldvierers“ (Guldfireren)